# Chrisa Georgali
Chrisa Georgali (griechisch Χρυσα Γεωργαλη, * 10. Januar 1983) ist eine griechische Badmintonspielerin.

## Karriere
Chrisa Georgali gewann 1998 ihren ersten nationalen Titel in Griechenland. Zwölf weitere Titel folgten bis 2006. 2001 siegte sie bei den Greece International. 2001 und 2003 nahm sie an den Weltmeisterschaften teil.

## Sportliche Erfolge
| Saison | Veranstaltung                       | Disziplin   | Platz | Name                                     |
| ------ | ----------------------------------- | ----------- | ----- | ---------------------------------------- |
| 1998   | Griechenland: Einzelmeisterschaften | Mixed       | 1     | Giorgos Patis / Chrisa Georgali          |
| 1999   | Griechenland: Einzelmeisterschaften | Mixed       | 1     | Vasilios Velkos / Chrisa Georgali        |
| 2000   | Griechenland: Einzelmeisterschaften | Mixed       | 1     | Theodoros Velkos / Chrisa Georgali       |
| 2001   | Greece International                | Damendoppel | 1     | Chrisa Georgali / Christina Mavromatidou |
| 2001   | Griechenland: Einzelmeisterschaften | Mixed       | 1     | Giorgos Patis / Chrisa Georgali          |
| 2001   | Griechenland: Einzelmeisterschaften | Dameneinzel | 1     | Chrisa Georgali                          |
| 2001   | Griechenland: Einzelmeisterschaften | Damendoppel | 1     | Chrisa Georgali / Evagelia Tetradi       |
| 2003   | Weltmeisterschaft                   | Mixed       | 17    | Theodoros Velkos / Chrisa Georgali       |
| 2003   | Weltmeisterschaft                   | Damendoppel | 33    | Chrisa Georgali / Christina Mavromatidou |
| 2003   | Weltmeisterschaft                   | Dameneinzel | 33    | Chrisa Georgali                          |
| 2003   | Griechenland: Einzelmeisterschaften | Mixed       | 1     | George Charalambidis / Chrisa Georgali   |
| 2003   | Griechenland: Einzelmeisterschaften | Damendoppel | 1     | Chrisa Georgali / Christina Mavromatidou |
| 2004   | Griechenland: Einzelmeisterschaften | Damendoppel | 1     | Chrisa Georgali / Susana Samara          |
| 2005   | Griechenland: Einzelmeisterschaften | Mixed       | 1     | Georgios Charalambidis / Chrisa Georgali |
| 2005   | Griechenland: Einzelmeisterschaften | Damendoppel | 1     | Chrisa Georgali / Ioanna Karkantzia      |
| 2006   | Griechenland: Einzelmeisterschaften | Mixed       | 1     | Giorgos Patis / Chrisa Georgali          |
| 2006   | Griechenland: Einzelmeisterschaften | Dameneinzel | 1     | Chrisa Georgali                          |